# Al Klink
Al Klink (Danbury (Connecticut), 28 december 1915 – Bradenton, 7 maart 1991) was een Amerikaanse jazzsaxofonist en -fluitist van de swing.

## Biografie
Klink speelde van 1939 tot 1942 bij Glenn Miller, waar hij o.a. te horen is met Tex Beneke op de bekende In the Mood-inspelingen, maar verder weinig mogelijkheden had als solist. Tijdens de jaren van oorlog wisselde hij van Miller naar Benny Goodman en was hij tot 1945 bij Tommy Dorsey. Daarna was hij studiomuzikant tot 1947 bij een radiozender, werkte daarna als freelancer van 1952 tot 1953 bij het Sauter-Finegan Orchestra en vanaf 1954 bij NBC. Einde jaren 1950 was hij ook werkzaam als begeleidingsmuzikant voor het zangensemble Kirby Stone Four. Tussen 1974 tot 1982 was hij soms lid van The World's Greatest Jazzband. Eind jaren 1970 nam hij op met Glenn Zottola en George Masso. Midden jaren 1980 ging hij met pensioen. Zijn enige opnamen als leader zijn samen met Bob Alexander ontstaan in 1955. Hun album won een Grammy Award.

## Overlijden
Al Klink overleed in maart 1991 op 75-jarige leeftijd.